# Hennecartia omphalandra
Hennecartia omphalandra là một loài thực vật có hoa trong họ Monimiaceae. Loài này được Poiss. miêu tả khoa học đầu tiên năm 1885.